# Netiquette
Unter der Netiquette (auch Netikette geschrieben; ein Kofferwort aus dem englischen net für das „Netz“ und dem französischen etiquette für die „Verhaltensregeln“) versteht man das gute oder angemessene und achtende (respektvolle) Benehmen in der technischen (elektronischen) Kommunikation. Der Begriff beschrieb ursprünglich Verhaltensempfehlungen im Usenet, er wird aber mittlerweile für alle Bereiche in Datennetzen verwendet. Wenn auch von vielen Netzteilnehmern als sinnvoll erachtet, hat die Netiquette meist keinerlei rechtliche Relevanz. Teilaspekte der Netiquette werden häufig kontrovers diskutiert. Was im Netz als guter Umgang miteinander (noch) akzeptiert wird, ist sehr unterschiedlich und hängt von den Teilnehmern innerhalb des Kommunikationssystems ab, wobei es in der Hand des jeweiligen Betreibers/Verantwortlichen liegt, Art und Ausmaß der Netiquette vorzugeben, deren Einhaltung zu kontrollieren und Verstöße ggf. durch Ausschluss von Teilnehmern negativ zu sanktionieren.
Es gibt keinen einheitlichen Netiquettetext, sondern eine Vielzahl von Texten und Empfehlungen.

## Themen
Ziel der Netiquette ist eine möglichst für alle Teilnehmer angenehme Art der Kommunikation. Ein im Netz weitgehend anerkanntes Dokument hierzu ist etwa RFC 1855. Einige Beispiele für weit verbreitete Regeln:
Zwischenmenschliches
Formulierung und Inhalt sollten dem Zielpublikum gegenüber angemessen sein (wird nur eine Person angesprochen oder eine Gruppe, wie gut kennt man sich bereits usw.). Insbesondere sollten Unhöflichkeit, Doppeldeutigkeit oder gar Beleidigungen nicht die Kommunikation per Text, der die Sinngebung durch nonverbale Signale fehlt, erschweren. So gehört es in Singleforen zum guten Ton, anzugeben, ob man gebunden oder Single ist. So schützt man sich und andere vor unliebsamen Überraschungen.
Technik
Die Standards zur Übermittlung von Nachrichten sollten eingehalten werden, damit sie nicht auf dem Weg durch zahlreiche unterschiedliche Systeme hindurch verstümmelt oder verfälscht werden und möglichst vielen Lesern in der Form erscheinen, wie es ursprünglich vorgesehen war. Dazu zählt bei der Übertragung von E-Mails etwa die korrekte Deklaration des Zeichensatzes oder die Einhaltung einer maximalen Zeilenlänge von 78 Zeichen (siehe RFC 2822).
Lesbarkeit
Damit sich Nachrichten möglichst gut lesen lassen, sollten sie gewissen Gepflogenheiten genügen. Dazu gehören korrekter Satzbau und Rechtschreibung (inklusive Groß-/Kleinschreibung), Zitieren durch Einrücken (mit „>“ vor jeder Zeile – und ohne Veränderung des Wortlautes) und Weglassen überflüssiger Informationen (Nicht immer alles zitieren!). Auch sollte auf unnötige Formatierungen (HTML-Nachrichten) und den übermäßigen Gebrauch von Farben verzichtet werden. Eine maximale Zeilenlänge von etwa 65 Zeichen ist angeraten, sonst würde bei mehrfach eingerückten Zitaten (nach einem längeren Schriftwechsel) die übliche Zeilenlänge von 80 Zeichen überschritten und die Darstellung auf Text-Bildschirmen (bzw. in Konsolenfenstern) unübersichtlich. Das Schreiben in GROSSBUCHSTABEN oder andauernde Fettschrift gilt nicht nur als unschön, sondern wird in der Regel als aggressives Schreien interpretiert und sollte daher unterbleiben. Zudem gilt es als aufdringlich und unhöflich, mehrere Satzzeichen hintereinanderzureihen.
Betreff
Damit E-Mails rasch erfasst und zugeordnet werden können und ihre spätere Auffindbarkeit erleichtert wird, sollte der Betreff aussagekräftig und auf den Inhalt der E-Mail bezogen sein. Aus diesem Grund ist es auch verpönt, wenn verschiedene Themen in einer E-Mail miteinander vermengt werden oder wenn infolge einer laufenden Mail-Kommunikation neue Themen eingebracht werden, ohne dass der Betreff entsprechend angepasst wird.
Sicherheit
Je nach Medium können Personen, für die der Inhalt eigentlich nicht bestimmt ist, eine Nachricht einsehen. Entsprechend sollte man verschweigen, was nicht für Dritte bestimmt ist.
Rechtliches
Es existieren unterschiedliche Gesetze zur Nutzung fremden Materials wie Bilder oder Texte. Im deutschen Sprachraum sind das Urheberrecht und das Zitatrecht zu beachten. Die Teilnehmer sind auf die jeweils geltenden Regeln hinzuweisen.

## Anwendungsgebiete

### Foren/Usenet
Die erste und grundlegende Empfehlung der Usenet-Netiquette ist:

„Vergiss niemals, dass auf der anderen Seite ein Mensch sitzt!“

Einzelne Empfehlungen der Netiquette werden manchmal kritisiert, etwa die Forderung nach einem Realnamen, nach der es im deutschsprachigen Usenet als unhöflich galt, unter einem falschen Namen (Codename beziehungsweise Pseudonym) zu posten. In vielen Foren und zum Teil auch im Usenet hat diese Empfehlung seit etwa Anfang 2000 an Bedeutung verloren. Seither wird die anonyme Teilnahme an einem Forum zunehmend akzeptiert, ganz besonders dann, wenn sie aufgrund des Themas oder der Art der Diskussion wünschenswert oder notwendig erscheint. In vielen Foren, beispielsweise in größeren Mailinglisten, wird man aber immer noch dem Realnamen den Vorzug geben.
Vorsicht ist bei der Verwendung von Crosspostings angeraten. Gänzlich verpönt sind Multipostings.
Personen, die sich – manchmal im übertriebenen Maße – freiwillig der Kontrolle der Netiquette-Einhaltung widmen, heißen oft abwertend Netcops.
In den meisten deutschsprachigen Foren hat sich außerdem das Duzen als Form der Ansprache durchgesetzt. Siezt man, kann das als Ausdruck von Distanz verstanden werden. Zum Vergleich: In Frankreich etwa wird durchgehend gesiezt. In manchen anderen Sprachen, wie zum Beispiel dem Englischen, existiert dieses Problem nicht oder nur bedingt. Mit der Anrede „you“ wird zwar nicht direkt zwischen „du“ und „Sie“ unterschieden, sehr wohl aber durch eine Anrede per Vor- oder Nachnamen bzw. Mr./Mrs., akademischem Titel usw.

### Chat
Im Chat wird Netiquette zu Chatiquette. Die Anonymität eines Chats verleitet immer wieder Teilnehmer zu Äußerungen, die sie in nichtelektronischen Kommunikationsformen unterlassen würden. Diese reichen von penetranten Flirtversuchen und Unfreundlichkeiten über Pöbeleien bis zu Beleidigungen. Um Chattern Anhaltspunkte für das angemessene Verhalten in einem Chat zu geben, wurden viele verschiedene Chatiquetten geschrieben, die sich in den wichtigsten Punkten jedoch alle ähneln: Beleidigungen, rassistische Äußerungen und ständige Pöbeleien gelten beispielsweise als unerwünscht. Ebenfalls nicht gerne gesehen ist, in Großbuchstaben oder auffällig vergrößerter Schrift zu schreiben, da dies als Schreien verstanden wird.
Chatbetreiber achten meist auf diese Punkte und ahnden Verstöße auch, zum Beispiel mit der Sperrung des Teilnehmers.

### Soziale Medien

#### 2010
Im Jahr 2010 veröffentlichte der Deutsche Knigge-Rat, ein privater Kreis, der in Anlehnung an den klassisch gewordenen Ratgeber Über den Umgang mit Menschen von Adolph Freiherr Knigge gegründet wurde, Höflichkeitsregeln für den Umgang in sozialen Netzwerken.
Das zwölf Punkte umfassende Programm des „Social-Media-Knigge“ zeigt, dass die sozialen Medien eine andere Form von Vernetzung hervorbringen als Communities in den bis dahin üblichen Newsgroups, Mailinglisten oder Webforen, in denen der Schwerpunkt auf der Diskussion von Themen lag, während es in sozialen Medien vorwiegend um die Verknüpfungen geht, die einen persönlichen Kontakt virtuell herstellen, erhalten und ausfüllen. Dementsprechend steht bei der Netiquette für diesen Bereich der gesellschaftliche Umgang miteinander im Vordergrund und weniger die rein technische Bedienung der Software, beispielsweise des Newsreaders, um einen möglichst leicht lesbaren Beitrag zu erstellen. Die Bedienoberfläche ist ohnehin für alle Benutzer gleich und nicht zu ändern.
Man empfahl vor allem die sorgfältige Auswahl der Netzwerke, die man nutzt, warnte aber auch vor allzu „plumpen Vertraulichkeiten“ und riet zur Distanz bei Freundesanfragen: „Ihre Kunden sind nicht unbedingt Ihre ‚Freunde‘ und empfinden diese Bezeichnung vielleicht als unpassend oder zu intim.“ Unerwünschte Anfragen sollte man ablehnen, Belästigungen vermeiden und Trolle ausschließen, insgesamt solle man versuchen, lebendig und humorvoll zu bleiben. Bei allem, was man auf sozialen Netzwerken tue, möge man sich fragen: „Möchte ich, dass meine Meldung auch in zwei Jahren gefunden und gelesen werden kann?“

#### 2012
Zwei Jahre später, im Jahr 2012, folgten Empfehlungen zur Wahrung der Privatsphäre auf sozialen Netzwerken in einem sogenannten „Privacy-Knigge“. Im Vordergrund standen dabei Ratschläge zur Kontrolle der virtuellen Privatsphäre durch die Konfiguration der Einstellungen des eigenen Kontos bei dem sozialen Netzwerk. Man möge sich genau überlegen, „ob man seine politischen Ansichten, sexuelle Orientierung oder seinen Familienstand für jedermann öffentlich machen möchte“ und man möge die Prangerwirkung öffentlicher Äußerungen im Internet bedenken.